# 獄門島 (1949年の映画)

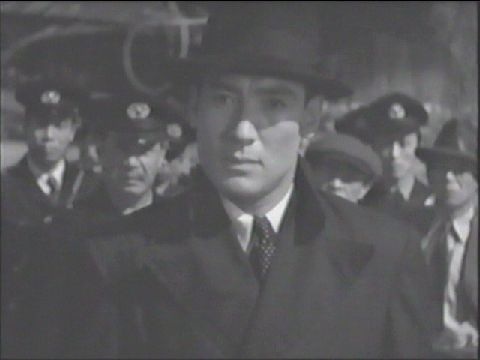
磯川警部役の大友柳太朗

『獄門島』（ごくもんじま）は、1949年（昭和24年）に製作・公開された日本映画。片岡千恵蔵版金田一耕助シリーズの第2作。前後編の前編に当たり、後編は『獄門島 解明篇』。前後編を102分にまとめた『獄門島 総集篇』は1950年に公開。東横映画製作、東京映画配給配給。
「獄門島」の読みは「ごくもんとう」ではなく「ごくもんじま」、「分鬼頭」の読みは「わけきとう」ではなく「ぶんきとう」になっている。

## ストーリー
複数の映画情報サイト（外部リンクの節に列挙されているKINENOTE・Movie Walker・映画.com）に全く同一テキストのストーリーが掲載されている。それによると、原作から以下のように変更されている。なお、前半と後半（解明篇）の切れ目は、この情報では不明である。
- 一は無事に復員したが、家族との不和から家出して行方不明になっている。事件解決後、新聞で事件を知った一から島へ戻る旨の電報が入る。
- 嘉右衛門は金田一が来島した後で病死し、その葬儀の夜に花子が漁具倉庫で死体となって発見される。
- 電話の故障は通信妨害を企てる海上ギャング団（原作では「海賊」）の仕業で、金田一の留置中に電話線の点検に行った清水巡査と銃撃戦になる。
- 金田一の留置中に助手の白木が来島し、金田一の解放を実現する。
- 雪枝は屏風岩の松の木の枝に吊し殺されていた。
- 月代の殺害後、分鬼頭の儀兵衛夫婦も殺害される。
- 嘉右衛門は死を装って天井裏に潜み、自ら殺害を実行した。金田一が真相を明らかにした際に姿を現し、後事を頼んで息絶えた。なお、原作の犯人3人（荒木の名は真喜平ではなく真喜太）と竹蔵（潮つくりではなく下男）の合わせて4人が共犯であった。

## キャスト
- 金田一耕助 - 片岡千恵蔵
- 鬼頭嘉右衛門 - 片岡千恵蔵
- 鬼頭月代 - 千石規子
- 鬼頭雪枝 - 朝雲照代
- 鬼頭花子 - 谷間小百合
- 鬼頭早苗 - 三宅邦子
- 白木静子 - 喜多川千鶴
- 清水巡査 - 小杉勇
- 磯川警部 - 大友柳太朗
- 了然和尚 - 斎藤達雄
- 鬼頭儀兵衛 - 進藤英太郎
- お志保 - 月宮乙女
- 鵜飼章三 - 片岡栄二郎
- 鬼頭与三松 - 團徳麿
- 黒沼正平 - 水原洋一
- 竹蔵 - 上代勇吉
- 貝塚三吾 - 戸上城太郎
- 村瀬幸庵 - 沢村国太郎
- 祈祷師おかね - 原泉子
- 清水の妻お種 - 松浦築枝
- 山口 - 村田宏寿
- 青山鑑識係 - 水野浩
- 辻井刑事 - 尾上華丈
- 山田刑事 - 高木新平
- 荒木真喜太 - 高松錦之助
- 木村巡査 - 前田静男
- 赤星善吉 - 椿三四郎
- 浅見警察医 - 中野清
- 勝野 - 滝沢静子
- 仙吉 - 岬玄太郎
- 了沢 - 大西三郎
- 鬼頭千万太 - 沼田曜一
- 留吉 - 時田一男
- 田川 - 舟津進
- 村人 - 栄井賢
- 村人 - 赤木春生
- 村人 - 古城道人

## スタッフ
- 製作 - マキノ光雄
- 企画 - マキノ光雄
- 監督 - 松田定次
- 監督助手 - 萩原遼、稲葉義信、宮城文夫
- 脚本 - 比佐芳武
- 原作 - 横溝正史「獄門島」
- 撮影 - 伊藤武夫
- 撮影助手 - 杉田正二
- 音楽 - 深井史郎
- 音楽助手 - 佐々木栄治
- 演奏 - 中沢寿士とそのシンフォニックス・ジャズ・オーケストラ
- 美術 - 嵯峨一平
- 美術助手 - 吉村晟
- 装置 - 村居常次郎
- 背景 - 池田金三郎
- 装飾 - 湯浅浅七
- 録音 - 佐々木稔郎
- 録音助手 - 藤本尚武
- 音響効果 - 江戸川一
- 照明 - 西川鶴三
- 照明助手 - 中山治雄
- 編集 - 宮本信太郎
- 編集助手 - 祖田富美夫
- 記録 - 前田正二
- メーキャップ - 林政信
- 髪結 - 山本栄子
- スチール - 熊田春太郎
- 演技事務 - 服部健作
- 製作担当 - 寺川千秋
- 同助手 - 徳田米雄